# Rebeliant (film)
Rebeliant (tytuł ind.„Mangal Pandey”, tytuły ang. „The Ballad of Mangal Pandey”,„1857: The Rising”, „Mangal Pandey – The Rising”, niem. „The Rising – Aufstand der Helden”) – indyjski (Bollywood) epos historyczny wyreżyserowany w 2005 roku przez Ketana Mehtę. W roli tytułowej występuje indyjski aktor Aamir Khan. Jego partnerką jest Rani Mukerji. Tematem filmu jest tzw. Powstanie sipajów, indyjski bunt, powstanie z 1857 roku skierowane przeciwko brytyjskim okupantom. Na tym tle przedstawiono historię walki o godność ludzką i o tożsamość narodową. Film opowiada też o trudnej przyjaźni dwóch mężczyzn z wrogich sobie narodów, o przyjaźni, która zwycięża uprzedzenia. Historia opisuje prawdziwy los postaci historycznej – sipaja Mangala Pandeya.

## Opis fabuły
Na granicy Indii z Afganistanem (wojny angielsko-afgańskie) walczą obok siebie w brytyjskiej armii Brytyjczycy (okupujący Indie) i Hindusi (okupowani). Hindus Mangal Pandey (Aamir Khan) ryzykując swoim życiem wynosi spod kul rannego, brytyjskiego oficera Williama Gordona. Ten moment jest początkiem ich przyjaźni. Niestety zostaje ona wystawiona na próbę. Wśród sipajów (żołnierzy indyjskich służących w armii brytyjskiej) rozchodzi się pogłoska, że nowe naboje mają łuski nasączone tłuszczem zwierzęcym. Naboje są tak skonstruowane, że przed załadowaniem broni, żołnierz musi odgryźć część gilzy naboju. Wśród sipajów wrze. Ci, którzy są muzułmanami mają zakaz brania do ust wieprzowiny. Wyznawcy hinduizmu stają się nieczyści, gdy dotkną ustami jakiegokolwiek mięsa, szczególnie wołowiny. Pogwałcenie uczuć religijnych przez Brytyjczyków doprowadza do buntu w wojsku. Mangal Pandey jest jednym z jego przywódców.

## O twórcach filmu
- reżyser: Ketan Mehta (Mirch Masala 1985, Maya Memsaab 1992, Sardar 1993)
- muzyka: A.R. Rahman (Dil Se, Rangeela, Taal, Saathiya, Lagaan, Swades czy The Legend of Bhagat Singh)
- zdjęcia: Himman Dhamija

## Obsada
- Aamir Khan – Sipaj Mangal Pandey
- Rani Mukerji – Heera
- Toby Stephens – Kapitan William Gordon
- Coral Beed – Emily
- Amisha Patel – Jwala
- Kirron Kher – Lol Bibi
- Om Puri – Narrator
- i inni

## Muzyka i piosenki
Autorem muzyki jest sławny tamilski kompozytor filmowy A.R. Rahman, który skomponował też muzykę do takich filmów jak: Rangeela, Kisna, Swades, Yuva, Water, Rang De Basanti, Guru, Dil Se, Saathiya, Lagaan, Taal, Zubeidaa, Earth, Tehzeeb, The Legend of Bhagat Singh, Bombay, Kannathil Muthamittal, Boys.
1. „Mangal Mangal” - Kailash Kher
2. „Mangal Mangal (Agni)” - Kailash Kher
3. „Mangal (Aatma)” - Kailash Kher i Sukhwinder Singh
4. „Takey Takey” - Kailash Kher, Karthik Das Baul i Sukhwinder Singh
5. „Main Vari Vari” – Kavita Krishnamurthy i Reena Bharadwaj
6. „Rasiya” - Bonnie Chakraborty i Richa Sharma
7. „Al Maddath Maula” – śpiewa sam kompozytor A.R. Rahman oraz Kadar Ghulam Mustafa, Kailash Kher i Murtaza Ghulam Mustafa
8. „Holi Re” – Aamir Khan, Chinmayee, Madhushree, Srinivas i Udit Narayan

## Nominacje i nagrody
- nominacja do Nagrody Filmfare dla Najlepszego Aktora – Aamir Khan
- Międzynarodowy Festiwal Filmowy w Locarno-Netpac specjalna nagroda jury dla reżysera – Ketan Mehta